# Foot-Ball Club Juventus 1912-1913
Questa voce raccoglie le informazioni riguardanti la Foot-Ball Club Juventus nelle competizioni ufficiali della stagione 1912-1913.

## Stagione
Nella stagione 1912-1913 il girone unico fu abolito e il campionato nazionale venne esteso anche alla regione centro-meridionale della penisola italiana con formazioni toscane, laziali e campane in uno dei due tronconi del campionato, i cui vincitori accedevano direttamente alla finale del campionato.
La società bianconera si classificò all'ultimo posto nel girone ligure-piemontese; ciò nel primo anno in cui erano state introdotte le retrocessioni in Promozione (i campionati regionali, in quanto la Serie B esiste solo dal 1929-1930), come conseguenza della trasformazione del campionato italiano volto alla creazione di un torneo a parte per le squadre riserve – che furono escluse dal campionato di Seconda Categoria.
La Juventus fu comunque riammessa in ragione del posto libero originato dalla fusione tra le squadre locali Lambro e Unitas – le quali avevano ottenuto la promozione in Prima Categoria al termine della stagione – nell'AC Milanese oltreché alla riammissione del Racing Libertas, ultimo classificato del girone lombardo-ligure, e, assieme con i piemontesi del Novara, inserita nel girone lombardo del campionato successivo; nonché a quello seguente del Modena, ultimo del girone veneto-emiliano.

## Divise
| Casa | Portiere |

## Rosa
| N. |                   | Ruolo | Calciatore        |
| -- | ----------------- | ----- | ----------------- |
|    | Italia (bandiera) | P     | Rosolino Montano  |
|    | Italia (bandiera) | P     | Umberto Pennano   |
|    | Italia (bandiera) | D     | Augusto Arioni    |
|    | Italia (bandiera) | D     | Luigi Barberis    |
|    | Italia (bandiera) | D     | Antonio Bodo      |
|    | Italia (bandiera) | D     | Collino II        |
|    | Italia (bandiera) | C     | Roberto Caselli   |
|    | Italia (bandiera) | C     | L. Garlanda       |
|    | Italia (bandiera) | C     | Giuseppe Giriodi  |
|    | Italia (bandiera) | C     | Silvino Maffiotti |
|    | Italia (bandiera) | C     | Mario Nevi        |
|    | Italia (bandiera) | C     | A. Rolfo          |
|    | Italia (bandiera) | C     | Varalda I         |

| N. |                        | Ruolo | Calciatore           |
| -- | ---------------------- | ----- | -------------------- |
|    | Inghilterra (bandiera) | A     | Billy Ayers          |
|    | Italia (bandiera)      | A     | A. Benelli           |
|    | Italia (bandiera)      | A     | Angelo Besozzi       |
|    | Italia (bandiera)      | A     | Lorenzo Valerio Bona |
|    | Scozia (bandiera)      | A     | Jack Brown           |
|    | Svizzera (bandiera)    | A     | Charles Comte        |
|    | Italia (bandiera)      | A     | Umberto Copasso      |
|    | Italia (bandiera)      | A     | Benigno Dalmazzo     |
|    | Italia (bandiera)      | A     | Mario Fiamberti      |
|    | Italia (bandiera)      | A     | A. Fornara           |
|    | Italia (bandiera)      | A     | Domenico Poggi       |
|    | Svizzera (bandiera)    | A     | Reynert              |

## Risultati

### Prima Categoria

#### Girone piemontese
| Arbitro: | Mauro (Milano) |

|             |           |                           |
| Varalda 30’ | Marcatori | 42’ Marchisio 85’ Valobra |

| Arbitro: | Meazza (Milano) |

|                                     |           |  |
| Passerone 24’ Mattea 40’ Parodi 55’ | Marcatori |  |

| Arbitro: | Valvassori (Torino) |

|  |           |                                                                           |
|  | Marcatori | 17’, 28’ Ruffa 46’, 55’, 59’ E. Mosso 63’ E. Debernardi 70’, 88’ F. Mosso |

| Arbitro: | Mauro (Milano) |

|                        |           |        |
| Tomaselli , Meneghetti | Marcatori | (rig.) |

| Arbitro: | Radice (Milano) |

|  |           |                                                    |
|  | Marcatori | 30’ C. Rampini 54’ Corna 60’ Ferraro 88’ G. Milano |

| Arbitro: | Meazza (Milano) |

|                                        |           |           |
| M. Valobra 16’ A. Valobra 20’ Gaby 40’ | Marcatori | 12’ Poggi |

| Arbitro: | Mauro (Milano) |

|  |           |            |
|  | Marcatori | 28’ Varese |

| Arbitro: | Ed. Pasteur (Genova) |

|                                                                                 |           |                                                       |
| E. Debernardi 7’, 12’, 41’ G. Debernardi 8’, 52’, 90’ E. Mosso 10’ Bachmann 45’ | Marcatori | 20’ Maffiotti 27’ Comte 65’, 67’, 82’ Poggi 69’ Ayers |

| Arbitro: | Goetzlof (Genova) |

|                          |           |  |
| Poggi 20’ Ayers 88’, 90’ | Marcatori |  |

| Arbitro: | Laugeri (Torino) |

|                               |           |  |
| C. Rampini 10’, 75’ Corna 30’ | Marcatori |  |

## Statistiche

### Statistiche di squadra
| Competizione    | Punti | In casa | In casa | In casa | In casa | In casa | In casa | In trasferta | In trasferta | In trasferta | In trasferta | In trasferta | In trasferta | Totale | Totale | Totale | Totale | Totale | Totale | DR  |
| Competizione    | Punti | G       | V       | N       | P       | Gf      | Gs      | G            | V            | N            | P            | Gf           | Gs           | G      | V      | N      | P      | Gf     | Gs     | DR  |
| --------------- | ----- | ------- | ------- | ------- | ------- | ------- | ------- | ------------ | ------------ | ------------ | ------------ | ------------ | ------------ | ------ | ------ | ------ | ------ | ------ | ------ | --- |
| Prima Categoria | 3     | 5       | 1       | 0       | 4       | 4       | 15      | 5            | 0            | 1            | 4            | 10           | 20           | 10     | 1      | 1      | 8      | 14     | 35     | -21 |

### Statistiche dei giocatori
| Giocatore    | Prima Categoria | Prima Categoria |
| Giocatore    | Presenze        | Reti            |
| ------------ | --------------- | --------------- |
| A. Arioni    | 4               | 0               |
| B. Ayers     | 5               | 3               |
| L. Barberis  | 5               | 0               |
| A. Benelli   | 1               | 0               |
| A. Besozzi   | 6               | 0               |
| A. Bodo      | 5               | 0               |
| L.V. Bona    | 5               | 0               |
| J. Brown     | 5               | 0               |
| R. Caselli   | 1               | 0               |
| S. Collino   | 2               | 0               |
| C. Comte     | 5               | 1               |
| U Copasso    | 5               | 0               |
| B. Dalmazzo  | 1               | 0               |
| A. Fornara   | 4               | 0               |
| M. Fiamberti | 2               | 0               |
| L. Garlanda  | 5               | 0               |
| G. Giriodi   | 4               | 0               |
| S. Maffiotti | 8               | 1               |
| R. Montano   | 2               | -4              |
| M. Nevi      | 5               | 0               |
| U. Pennano   | 7               | -28             |
| D. Poggi     | 5               | 5               |
| A. Rolfo     | 1               | 0               |
| F. Varalda   | 7               | 1               |